# Nightingale Island
Nightingale Island ist eine Insel im Südatlantik, die zur Inselgruppe Tristan da Cunha und somit zum Britischen Überseegebiet St. Helena, Ascension und Tristan da Cunha gehört. In unmittelbarer Nachbarschaft liegen die kleineren Inseln Middle Island und Stoltenhoff Island.
Nightingale Island ist etwa 2,5 km lang, 1,5 km breit und hat eine Fläche von etwa 2,6 km². Der höchste Punkt liegt im Norden der Insel auf 337 Meter über Meereshöhe. Nightingale Island wird wegen seiner Fauna von Kreuzfahrtschiffen aufgesucht.

## Geschichte
Nightingale wurde 1506 von Tristão da Cunha entdeckt. 1656 landete die Besatzung des holländischen Schiffs t'Nachtglas auf der Insel, die von ihr Gebroken Eyland genannt wurde. Später wurde die Insel nach Gamaliel Nightingale benannt, der die Insel 1760 erforschte.
Am 10. Oktober 1961 zwang ein Vulkanausbruch auf Tristan da Cunha, der die einzige Siedlung der Insel bedrohte, die gesamte dortige Bevölkerung zur Evakuierung. Die Bewohner suchten für eine Nacht Schutz auf Nightingale Island und wurden anschließend mit dem Schiff nach Kapstadt und von dort weiter nach Großbritannien gebracht, von wo aus die meisten Insulaner 1963 wieder in ihre Heimat zurückkehrten.
Am 29. und 30. Juli 2004 ereignete sich, begleitet von Schwarmbeben, ein untermeerischer Vulkanausbruch an der Südostflanke von Nightingale Island. In den folgenden Tagen wurden größere Brocken schwimmenden phonolithischen Bimssteins südwestlich von Tristan da Cunha aufgefunden.
Im März 2011 lief das Frachtschiff Oliva vor der Insel auf Grund und zerbrach. Dabei trat eine größere Menge Schweröl aus.

## Flora und Fauna

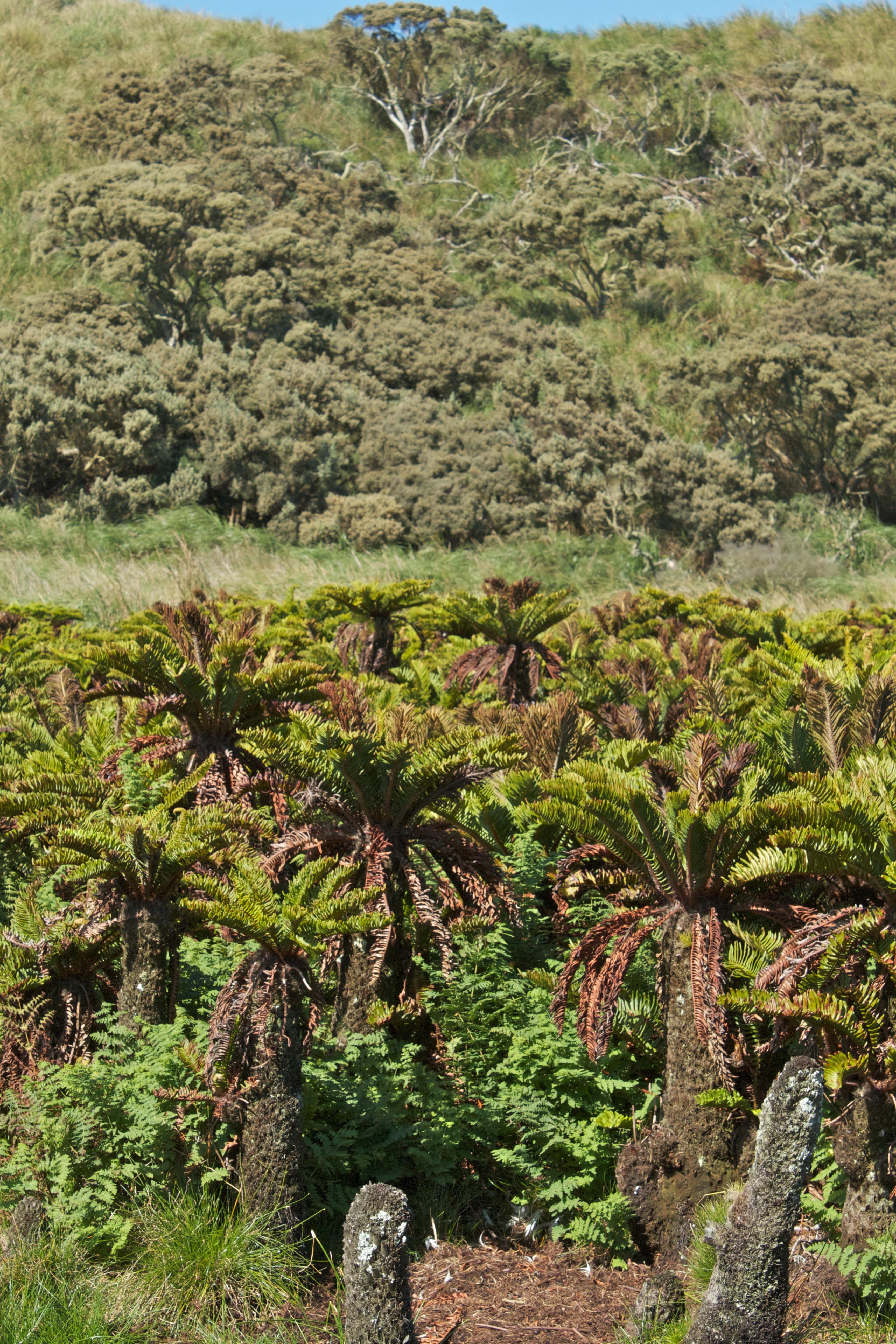
Blechnum palmiforme auf Nightingale

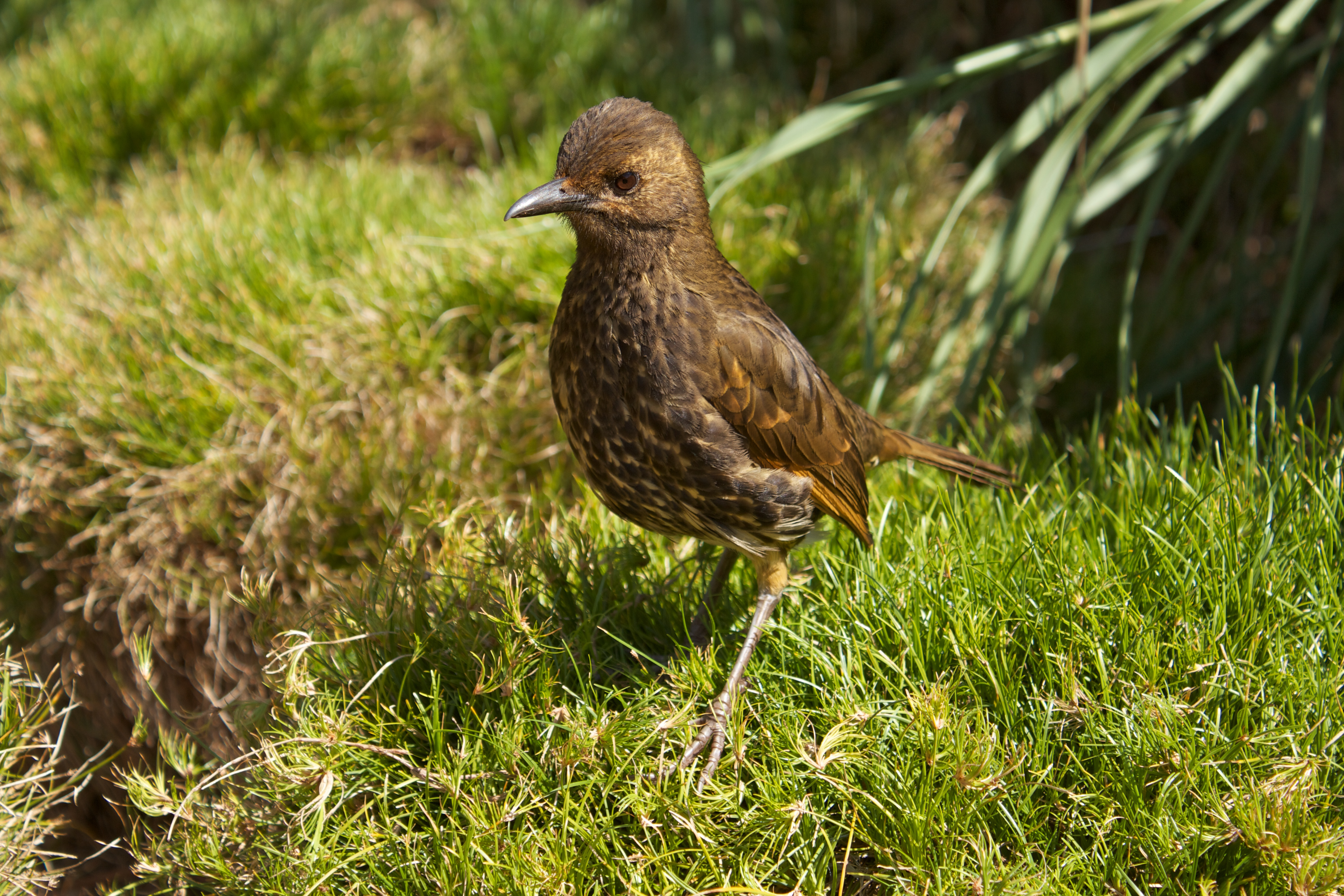
Turdus eremita auf Nightingale

Nightingale Island dient als Brutstätte für mehr als eine Million Seevögel, unter anderen brüten hier Großer Sturmtaucher (Puffinus gravis), Gelbnasenalbatros (Thalassarche chlororhynchos) und Felsenpinguin
(Eudyptes chrysocome). Die Insel darf nur in Begleitung von Einheimischen aus Tristan da Cunha betreten werden.

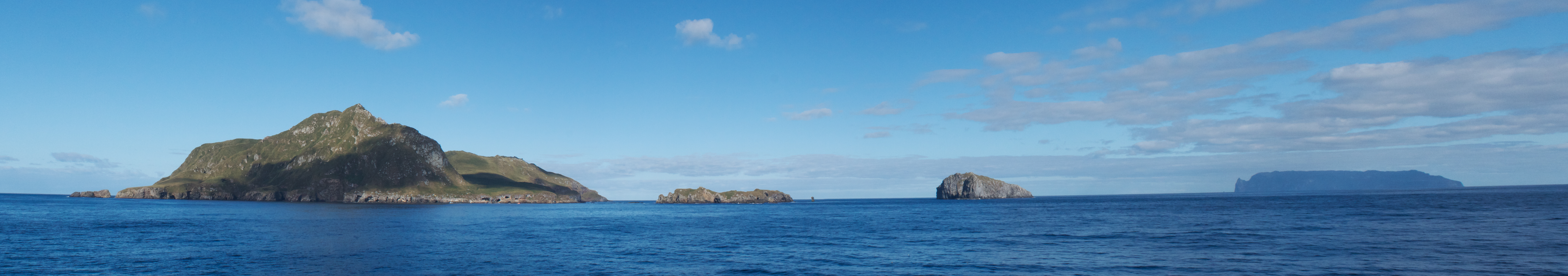
Blick auf (v. l. n. r) Nightingale Island, Middle Island, Stoltenhoff Island und Inaccessible Island